# Vilis Krištopans

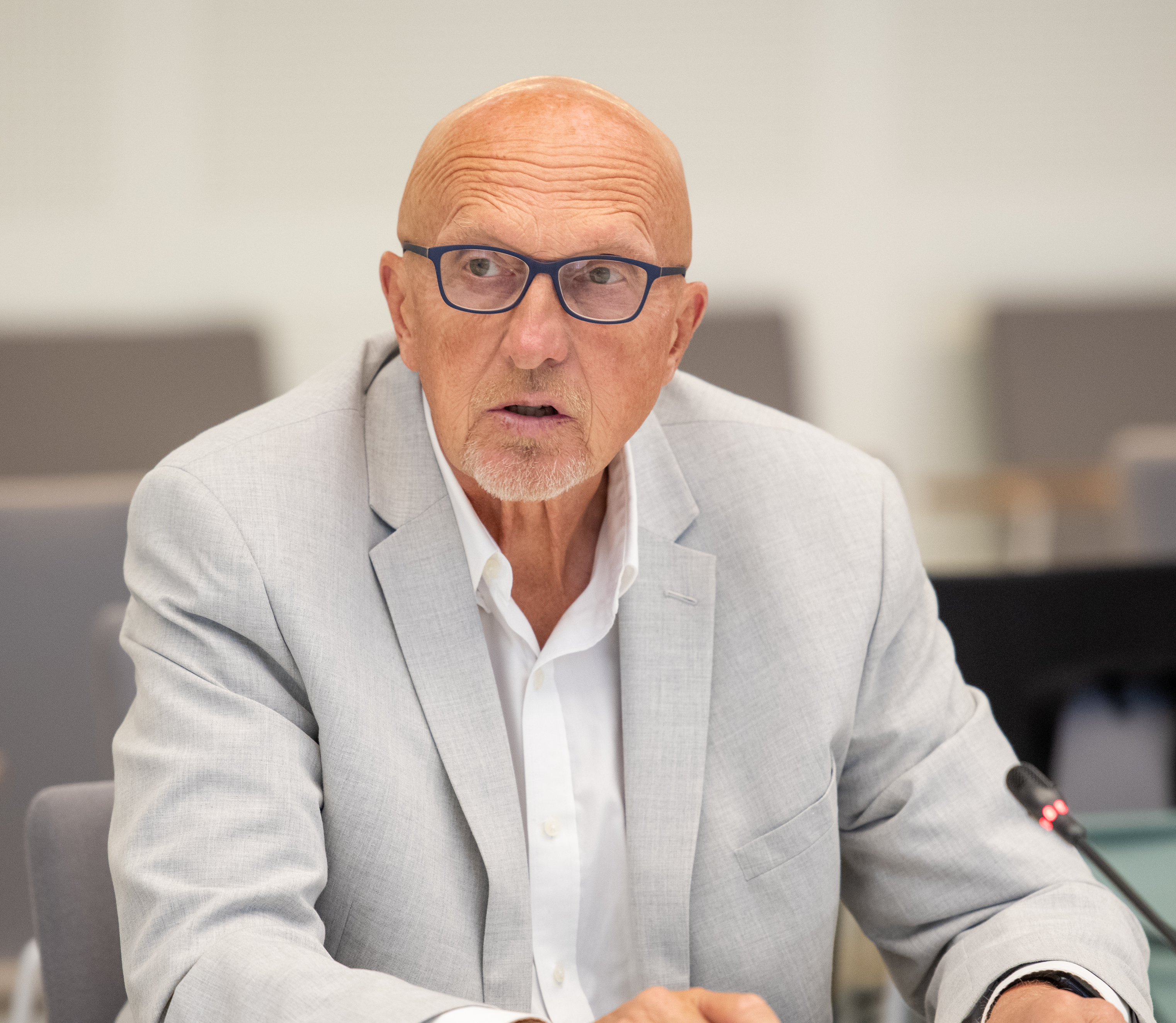
Vilis Krištopans (2023)

Vilis Krištopans (* 13. Juni 1954 in Jarkowo, Oblast Omsk) ist ein lettischer Politiker der Partei Latvija pirmajā vietā. Von 1998 bis 1999 war er für die Partei Latvijas Ceļš (Lettlands Weg) Ministerpräsident. Von 2002 bis 2006 war er Abgeordneter der ZZS. Seit 2024 ist er Mitglied des Europäischen Parlaments.

## Biographie
Die Eltern von Vilis Krištopans waren bei den die Deportationen im März 1949 aus Lettland nach Sibirien verschleppt wurden, wo Vilis Krištopans geboren wurde. 1959 konnte die Familie nach Lettland zurückkehren.

### Verkehrsminister
Vilis Krištopans hatte eine kurze Karriere als Unternehmer hinter sich, als Ministerpräsident Guntars Krasts ihn am 7. August 1997 zu seinem Verkehrsminister berief. Anfang 1998 wurde bekannt, dass er trotz seines Ministeramtes noch mehreren Vorständen von Firmen angehörte. Im Rahmen einer Untersuchung dieser Tätigkeiten und eines daraus resultierenden Interessenkonfliktes bezeichnete er seine Gegner als „provinziell“ und Lettland als „Land von Narren“.

### Ministerpräsident von 1998 bis 1999 und Parteiwechsel
Bei der Parlamentswahl 1998 erzielte seine Partei Lettlands Weg mit 21 Sitzen nach der Volkspartei (Tautas Partija) des früheren Ministerpräsidenten Andris Šķēle das zweitbeste Stimmergebnis. Obwohl die Volkspartei mit 24 von 100 Abgeordneten über die meisten Abgeordneten verfügte, kam es wegen des politischen Stils von Šķēle jedoch zu keinen Koalitionsverhandlungen mit der Volkspartei.
Dies führte dazu, dass Krištopans nach Koalitionsverhandlungen mit der nationalistischen Partei Für Vaterland und Freiheit (Tēvzemei un Brīvībai), die 17 Sitze gewann, und der zentristischen Neue Partei (Jaunā partija), die über 8 Mandate verfügte, am 26. November 1998 Ministerpräsident wurde. Eine Regierungserklärung zu einem traditionellen Treffen von Veteranen lettischer SS-Verbände am 15. und 16. März 1999, in der Krištopans das Recht der Veteranen verteidigte, ihrer gefallenen Kameraden zu gedenken, löste internationale Kritik aus.
Auseinandersetzungen über die anstehende Wahl eines neuen Staatspräsidenten (die Wahl fiel schließlich auf Vaira Vīķe-Freiberga) führten am 5. Juli 1999 zu einem Misstrauensvotum, das Krištopans verlor. Am 16. Juli 1999 wurde er durch Andris Šķēle im Amt des Ministerpräsidenten abgelöst.

### Abgeordneter des Bündnisses der Grünen und Bauern

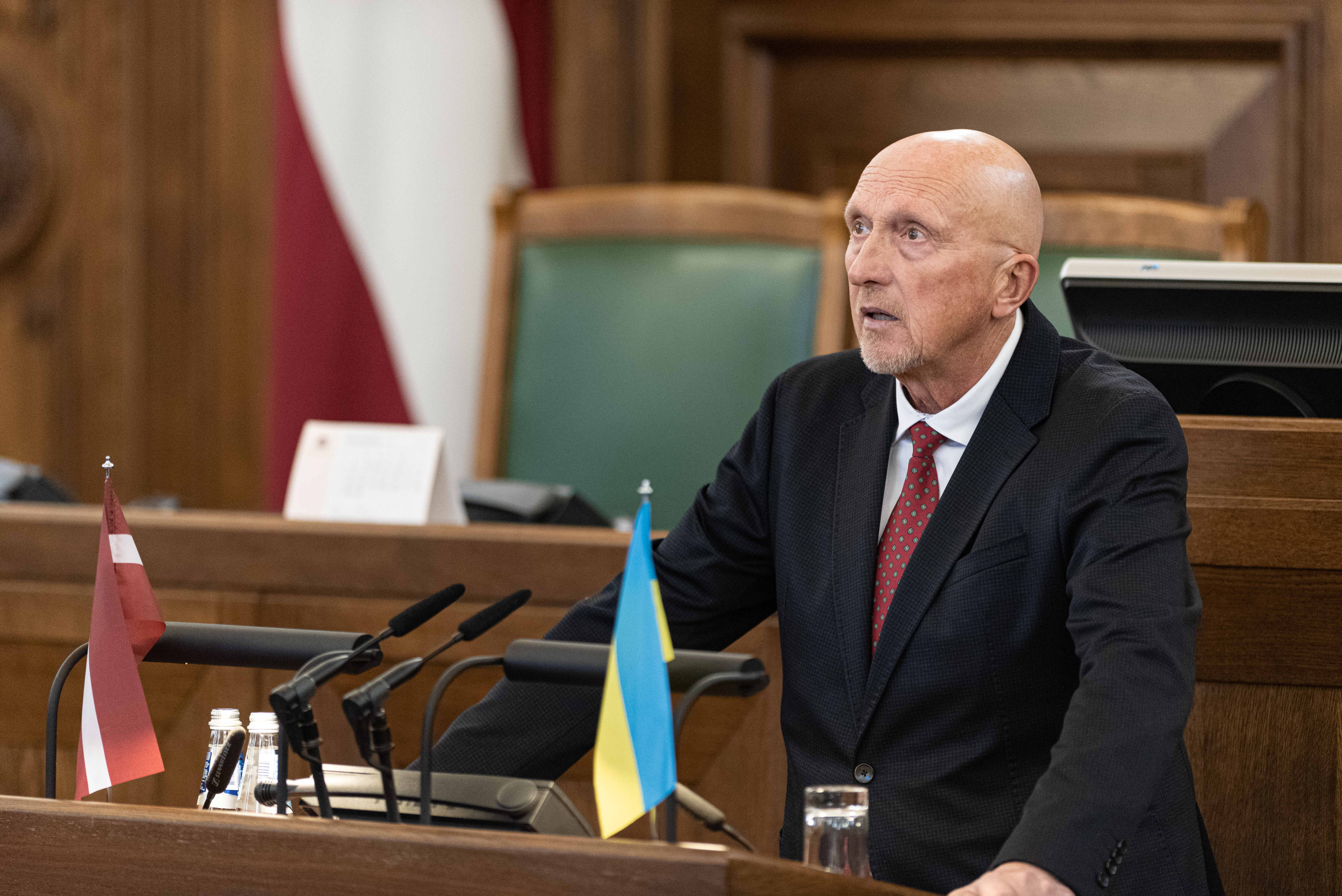
Vilis Krištopans (2022)

Im Anschluss daran zog er sich für mehrere Jahre aus der Politik zurück und trat auch aus der Partei Lettlands Weg aus. Von 2002 bis 2006 gehörte er als Abgeordneter des Bündnisses der Grünen und Bauern (Zaļo un Zemnieku Savienība) wiederum der Saeima an. Er war allerdings kein einziges Mal bei Parlamentsdebatten anwesend.

### Abgeordneter im Europäisches Parlament
Bei der Europawahl 2024 wurde Vilis Krištopans in das Europäische Parlament gewählt.